# Campeones (programa de radio y televisión)
Campeones (hasta 1983: Campeones del Camino) es un programa de radio y televisión argentino especializado en automovilismo, creado por Carlos Alberto Legnani el 15 de octubre de 1963. La empresa también cuenta con portal web y revistas.
Su primera transmisión fue a fines de 1963 en el Canal 7, con la cobertura del Gran Premio Internacional de Turismo. Luego se convirtió en un programa de radio, emitido por Radio Belgrano (1963-1965), Radio Splendid (1965-1982), Radio El Mundo (1983-1996), Radio Rivadavia (1997-2017, 2019) y Radio Continental (2018, 2020-presente). Campeones ha emitido transmisiones radiales del Turismo Carretera, TC 2000, Top Race, TN y otros campeonatos argentinos de automovilismo. También siguió la carrera internacional de Carlos Reutemann, y actualmente emite el Rally Dakar.
Campeones volvió a la televisión en 1983, habiendo aparecido en Canal 2 La Plata/Tevedós (1983-1988, 1989-1991), Canal 13 (1988), ATC (1989-1999), América TV (2000-2001, 2004), Fox Sports, Canal Rural, Canal 9 y actualmente El Garage TV e Información Periodística, con programas tales como Campeones News, Campeones y el Campo, Historias de Campeones, Vuelta de Campeones, y Mesa de Campeones. Además, Campeones realizó transmisiones televisivas del Turismo Carretera (segunda mitad de 1989), Turismo Competición 2000 (segunda mitad de 1989 y 1990), Turismo Nacional (1989-1995), Supercart y Fórmula 3 Sudamericana tanto en Canal 7 como en Canal 2.
Campeones lanzó su portal web en 2001 y su revista semanal homónima en 2003. Anteriormente publicaba también la revista mensual One, especializada en Fórmula 1 y automovilismo internacional (desde 2005 hasta 2018). En 2015 lanzó Campeones Radio, una radio de internet que emite las 24 horas.
En 2010 inició su canal de YouTube "Campeones TV", y en 2023 incorporó a esta plataforma su programación habitual. En enero de 2025, para el Rally Dakar, lanzó "Campeones Media", un segundo canal dedicado exclusivamente a las transmisiones en vivo de eventos internacionales. Ambos canales continúan activos.

## Emisión

### Radial
- 1963-1965: Radio Belgrano
- 1965-1982: Radio Splendid
- 1983-1996: Radio El Mundo
- 1997-2017, 2019: Radio Rivadavia
- 2018, 2020-presente: Radio Continental